# Olympische Sommerspiele 1972/Leichtathletik – Marathon (Männer)
Der Marathonlauf der Männer bei den Olympischen Spielen 1972 in München wurde am 10. September 1972 ausgetragen. Start und Ziel war das Olympiastadion München. 74 Athleten nahmen teil, von denen 62 das Ziel erreichten.
Olympiasieger wurde der in München geborene US-Amerikaner Frank Shorter. Silber gewann der Belgier Karel Lismont, Bronze ging an den Äthiopier Mamo Wolde.
Für die Bundesrepublik Deutschland – offiziell Deutschland – traten an: Paul Angenvoorth (Platz 16), Manfred Steffny (Platz 31) und Lutz Philipp (Platz 32).

Die DDR wurde durch Eckhard Lesse (Platz 25) vertreten.

Mit Alfons Sidler erreichte ein Schweizer als 44. das Ziel.

Läufer aus Österreich und Liechtenstein nahmen nicht teil.

## Bestehende Rekorde/Bestleistungen
Offizielle Rekorde wurden damals in dieser Disziplin außer bei Meisterschaften und Olympischen Spielen aufgrund der unterschiedlichen Streckenbeschaffenheiten nicht geführt.
| Weltbestleistung   | 2:08:33,6 h | Derek Clayton ( Australien) | Antwerpen, Belgien | 30. Mai 1969     |
| Olympischer Rekord | 2:12:11,2 h | Abebe Bikila ( Äthiopien)   | OS Tokio, Japan    | 21. Oktober 1964 |

Der bestehende olympische Rekord wurde bei diesen Spielen nicht erreicht. Der US-amerikanische Olympiasieger Frank Shorter verfehlte den Olympiarekord um 8,6 Sekunden. Zur Weltbestzeit fehlten ihm 3:46,2 min.

## Streckenführung

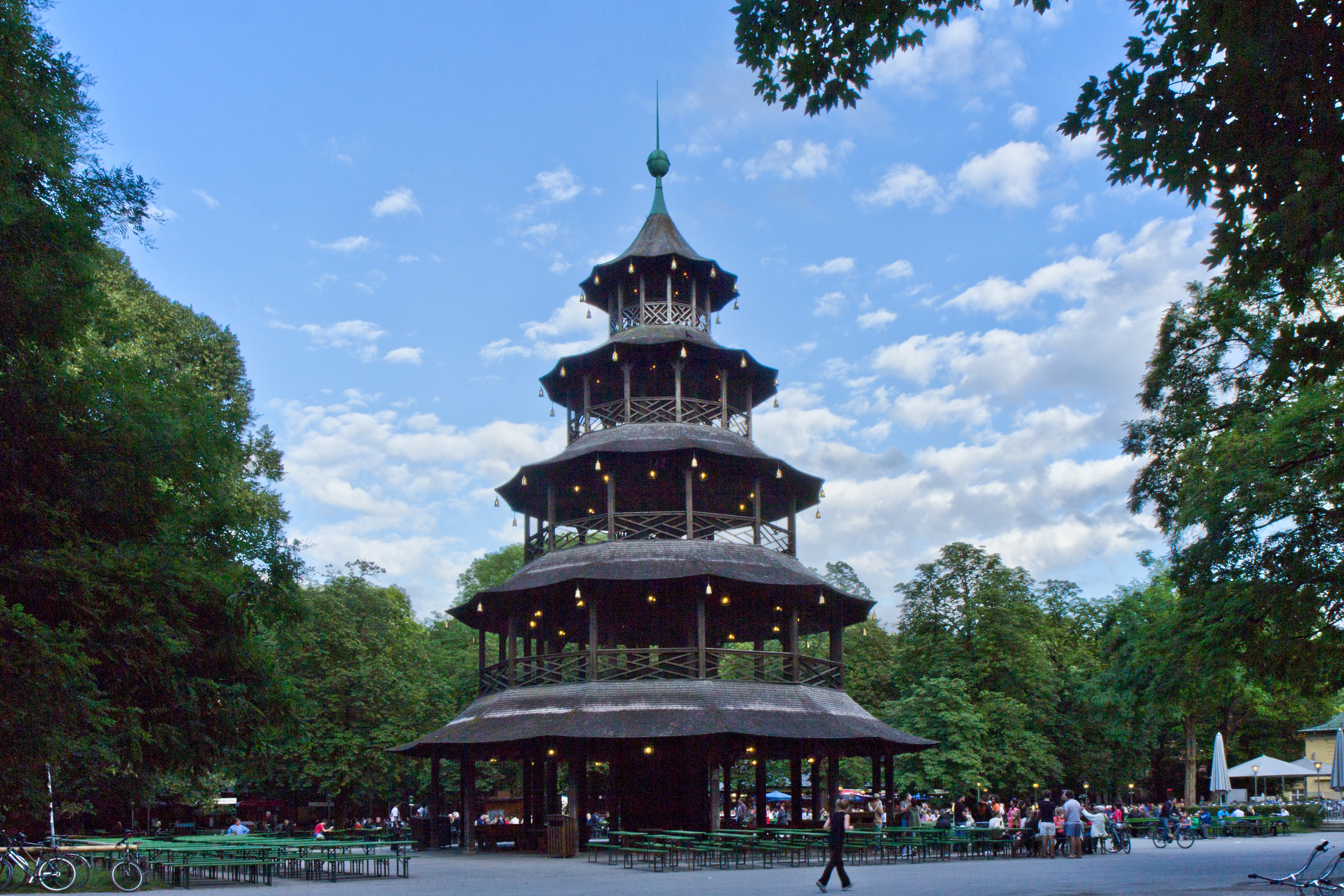
Chinesischer Turm im Englischen Garten

Das Rennen wurde im Olympiastadion gestartet. Nach einer Laufrunde wendete sich die Route in den Bereich der Stadt München, zunächst in Richtung Norden vorbei am olympischen Dorf und bog dann nach Westen ab. Nach vier Kilometern ging es über die Hanauer Straße Richtung Süden, dann über den Georg-Brauchle-Ring wieder nach Westen. Der Streckenverlauf passierte den Westfriedhof über den Wintrichring an der Nord- und Westseite. Nach etwas mehr als sechs Kilometern machte der Weg einen Rechtsbogen hinein in die Allacher Straße. Die Strecke führte nun drei Kilometer lang westwärts bis zum heutigen S-Bahn-Haltepunkt Untermenzing. Hier ging es nach links in südöstlicher Richtung zum Schlosspark Nymphenburg, weiter südwärts durch den Park. An der Großen Kaskade wurde der Nymphenburger Kanal gequert. Dann ging es nach Osten, südlich vorbei am Badenburger See, anschließend nordöstlich vorbei am Schloss Nymphenburg wieder über den Wintrichring bis zur Südwestecke des Westfriedhofes, der nun südlich passiert wurde. Im Stadtteil Gern gab es erneut einen Rechtsbogen auf die Dantestraße. Über die Waisenhausstraße wurde das östliche Ende des Nymphenburger Kanals erreicht. Hier wandte sich der Weg wieder nach Westen, südlich am Kanal entlang. Am Rondell führte die Route nach Süden bis zum königlichen Hirschgarten, der in östlicher Richtung durchquert wurde. Über die Wendl-Dietrich-Straße, die Donnersbergerstraße sowie die Arnulfstraße wurde der Münchener Hauptbahnhof in nördlicher Richtung passiert. Auf der Brienner Straße wurde der Stadtbezirk Maxvorstadt erreicht. Nun ging es vorbei an der Glyptothek, dem Königsplatz und dem Karolinenplatz. Am Odeonsplatz bog die Strecke nach links in die Ludwigstraße ein bis zum Geschwister-Scholl-Platz. Dort ging es dann vor der Ludwig-Maximilians-Universität nach rechts über die Veterinärstraße zum Englischen Garten, an dem entlang der Weg zunächst nach Süden führte, dann am Schwabinger Bach hinein in den Park. Nordostwärts verlief die Strecke nun vorbei am Japanischen Teehaus, dem Chinesischen Turm und dem Seehaus. Nach Überquerung des Isarrings ging es am Eisbach entlang zur Isar bis auf Höhe des Oberföhringer Stauwehres, von wo aus der Verlauf sich weiter nach Norden richtete. Kurz vor der Wirtschaft Aumeister am Nordende des Parks gab es einen Linksbogen, dem Schwabinger Bach folgend nach Süden. Über die Schwedenstraße wurde der Park nach Westen verlassen. Nach einer weiteren Überquerung des Isarringes ging es wieder nach Süden bis zur Dietlindenstraße, die nach rechts abbog. Die Route folgte weiter dem Straßenverlauf Dietlindenstraße – Ungerstraße – Leopoldstraße – Münchner Freiheit – Karl-Theodor-Straße, südlich vorbei am Luitpoldpark. Über die Ackermannstraße wurde der Olympiapark erreicht. Nach Querung des Olympiasees ging es zurück ins Stadion, wo nach einer Schlussrunde das Ziel erreicht wurde.
Die Strecke wies eine Höhendifferenz von 31 Metern auf. Der höchste Punkt mit 529 Metern wurde kurz nach Kilometer 25 auf Höhe des Alten Pappenheimkrankenhauses erreicht. Der tiefste Punkt mit 489 Metern lag bei Kilometer 36 südlich des Wirtshauses Aumeister.
Die Streckenführung war dem Umriss des Olympia-Maskottchens Waldi lose nachempfunden.

## Rennverlauf und Endergebnis

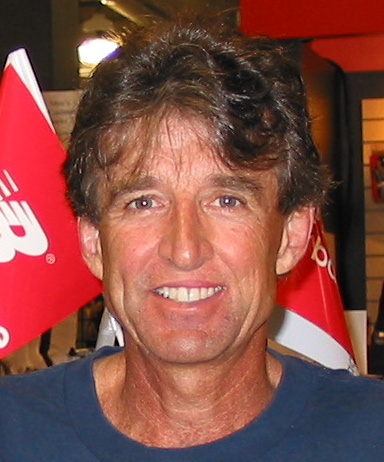
Nach langer Alleinführung lief Frank Shorter zu seinem ersten Olympiasieg

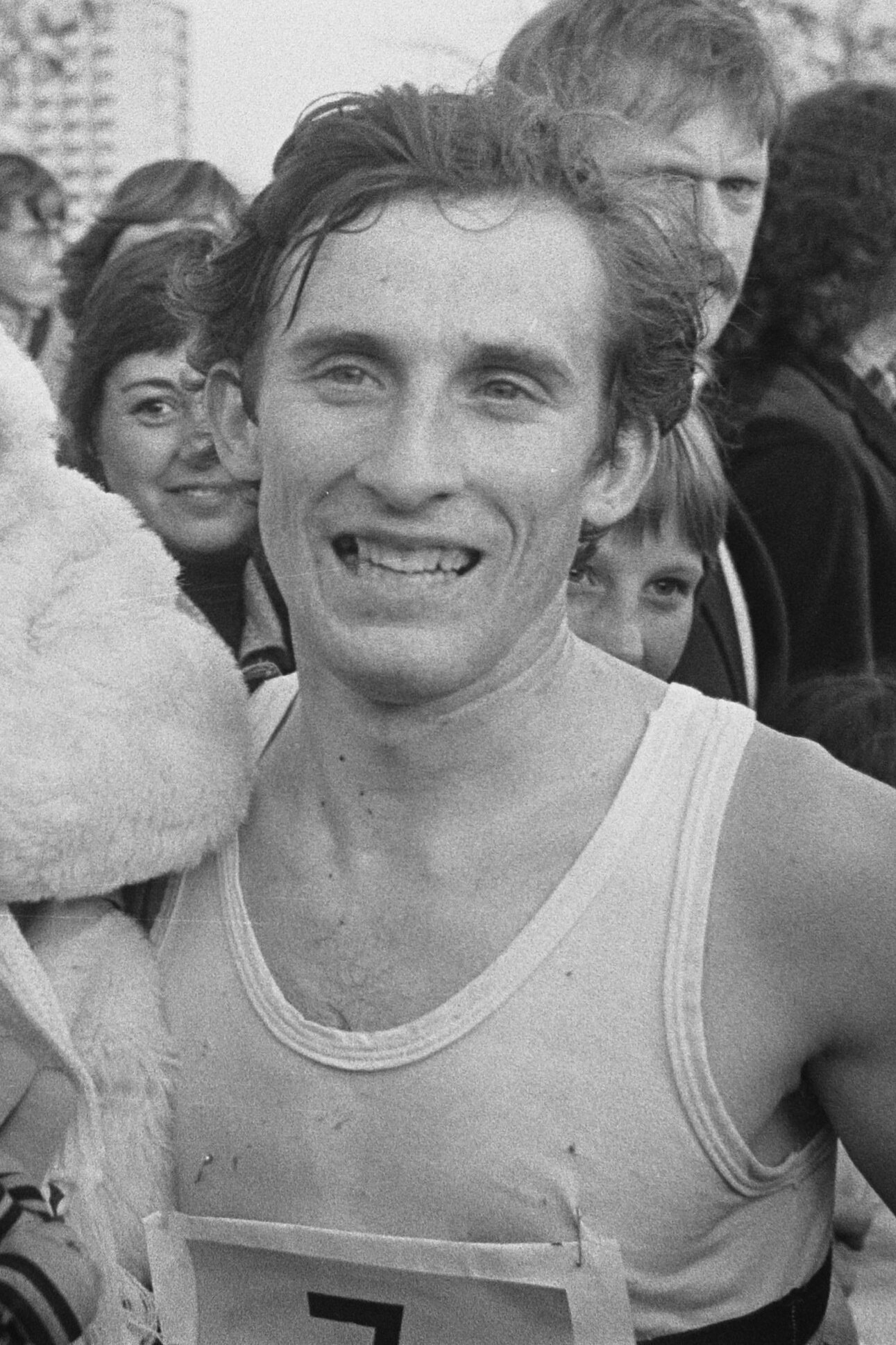
Silbermedaillengewinner Karel Lismont

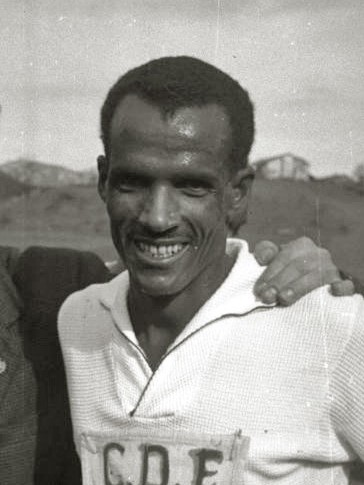
Mit Bronze errang Mamo Wolde, Olympiasieger von 1968, wieder eine Medaille

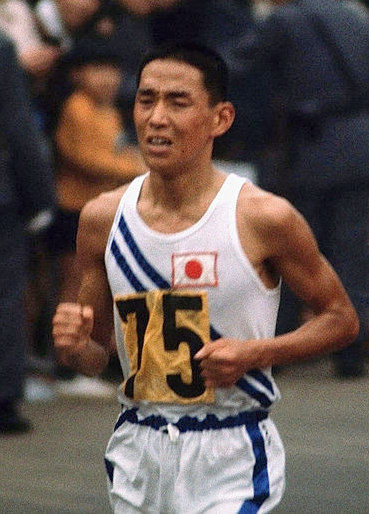
Rang fünf für den Olympiazweiten von 1968 Kenji Kimihara

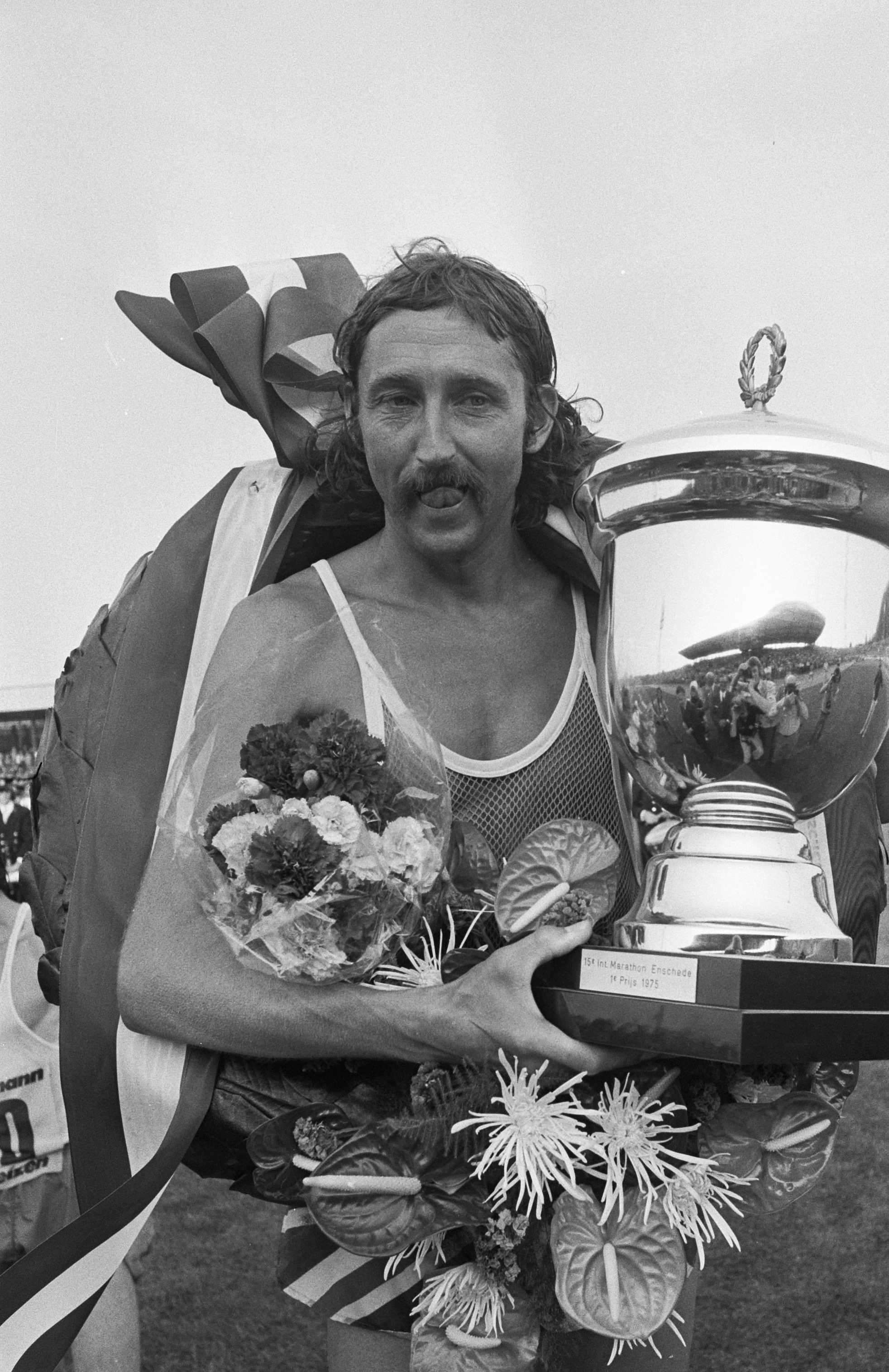
Der sechstplatzierte Ron Hill

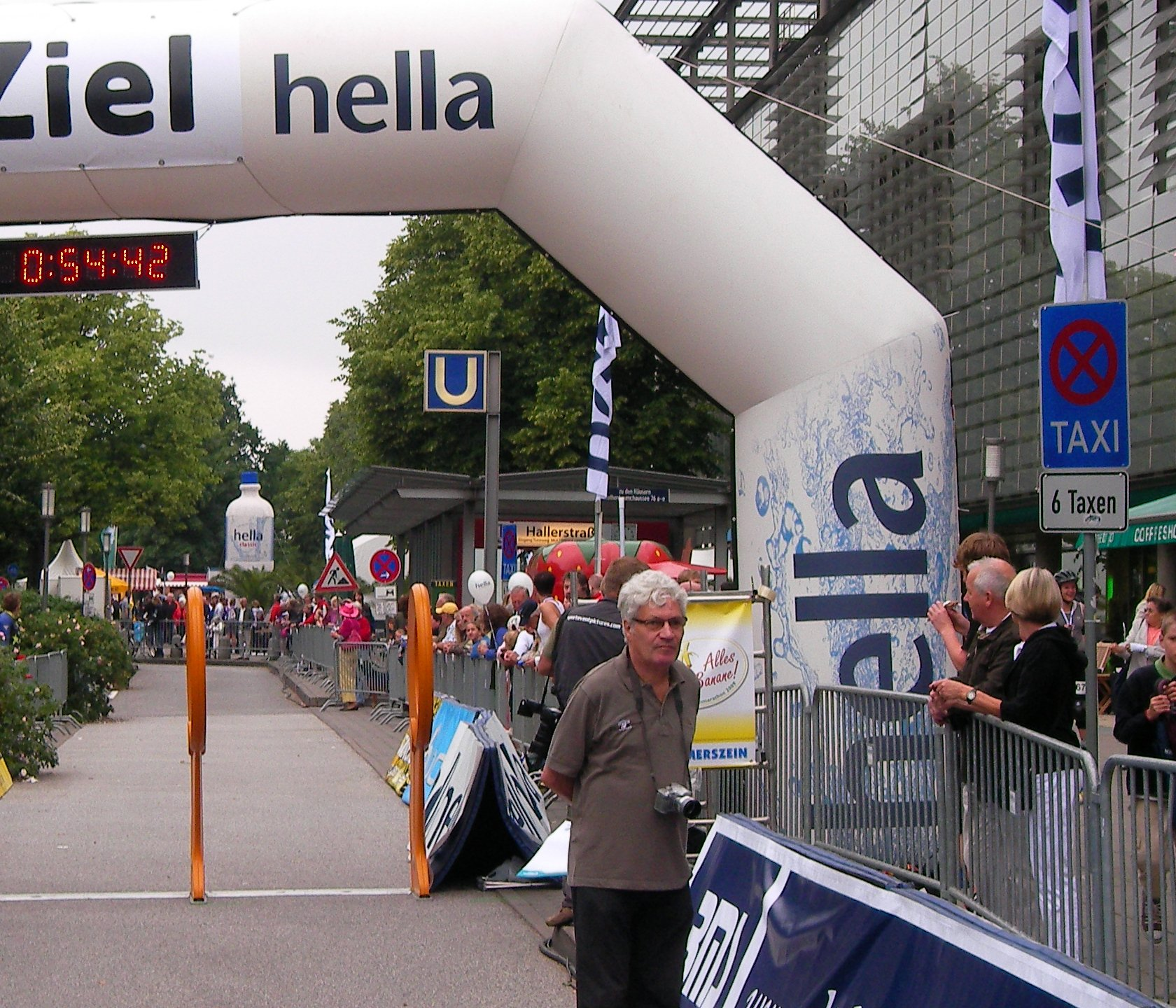
Manfred Steffny (Foto: 2009) – Rang 31

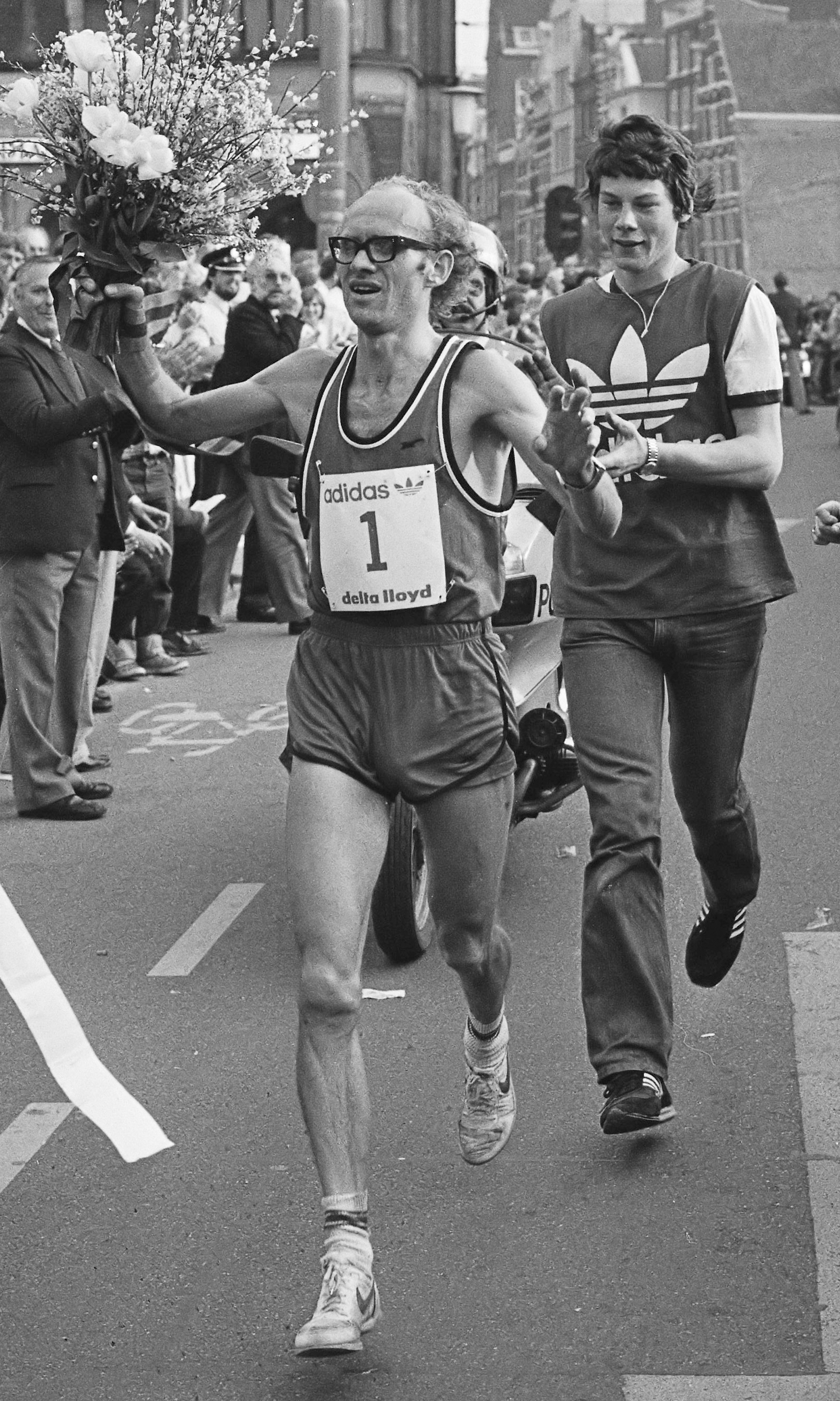
Ferenc Szekeres kam auf den 33. Platz

Datum: 10. September 1972, 15:00 Uhr
| Platz | Name                       | Nation           | Zeit        | Anmerkung         |
| ----- | -------------------------- | ---------------- | ----------- | ----------------- |
| 1     | Frank Shorter              | USA              | 2:12:19,8 h |                   |
| 2     | Karel Lismont              | Belgien          | 2:14:31,8 h |                   |
| 3     | Mamo Wolde                 | Äthiopien        | 2:15:08,4 h |                   |
| 4     | Kenny Moore                | USA              | 2:15:39,8 h |                   |
| 5     | Kenji Kimihara             | Japan            | 2:16:27,0 h |                   |
| 6     | Ron Hill                   | Großbritannien   | 2:16:30,6 h |                   |
| 7     | Donald Macgregor           | Großbritannien   | 2:16:34,4 h |                   |
| 8     | Jack Foster                | Neuseeland       | 2:16:56,2 h |                   |
| 9     | Jack Bacheler              | USA              | 2:16:56,2 h |                   |
| 10    | Lengissa Bedane            | Äthiopien        | 2:18:36,8 h |                   |
| 11    | Seppo Nikkari              | Finnland         | 2:18:49,4 h |                   |
| 12    | Akio Usami                 | Japan            | 2:18:58,0 h |                   |
| 13    | Derek Clayton              | Australien       | 2:19:49,6 h |                   |
| 14    | Juri Welikorodnych         | Sowjetunion      | 2:20:02,2 h |                   |
| 15    | Anatolijus Baranovas       | Sowjetunion      | 2:20:10,4 h |                   |
| 16    | Paul Angenvoorth           | BR Deutschland   | 2:20:19,0 h |                   |
| 17    | Richard Mabuza             | Swasiland        | 2:20:39,6 h |                   |
| 18    | Demissie Wolde             | Äthiopien        | 2:20:44,0 h |                   |
| 19    | Reino Paukkonen            | Finnland         | 2:21:06,4 h |                   |
| 20    | Colin Kirkham              | Großbritannien   | 2:21:54,8 h |                   |
| 21    | Antonio Brutti             | Italien          | 2:22:12,0 h |                   |
| 22    | Dave McKenzie              | Neuseeland       | 2:22:19,2 h |                   |
| 23    | Danny McDaid               | Irland           | 2:22:25,2 h |                   |
| 24    | Renato Martini             | Italien          | 2:22:41,4 h |                   |
| 25    | Eckhard Lesse              | DDR              | 2:22:49,6 h |                   |
| 26    | Jacinto Sabinal            | Mexiko           | 2:22:56,6 h |                   |
| 27    | Gyula Tóth                 | Ungarn           | 2:22:59,8 h |                   |
| 28    | Fernand Kolbeck            | Frankreich       | 2:23:01,2 h |                   |
| 29    | Hernán Barreneche          | Kolumbien        | 2:23:40,0 h |                   |
| 30    | Jørgen Jensen              | Dänemark         | 2:24:00,2 h |                   |
| 31    | Manfred Steffny            | BR Deutschland   | 2:24:25,4 h |                   |
| 32    | Lutz Philipp               | BR Deutschland   | 2:24:25,4 h |                   |
| 33    | Ferenc Szekeres            | Ungarn           | 2:25:17,6 h |                   |
| 34    | Terry Manners              | Neuseeland       | 2:25:29,2 h |                   |
| 35    | Igor Schtscherbak          | Sowjetunion      | 2:25:37,4 h |                   |
| 36    | Yoshiaki Unetani           | Japan            | 2:25:59,0 h |                   |
| 37    | Kim Chang-son              | Nordkorea        | 2:26:45,6 h |                   |
| 38    | Franco De Menego           | Italien          | 2:26:52,2 h |                   |
| 39    | Agustín Fernández          | Spanien          | 2:27:14,2 h |                   |
| 40    | Edward Stawiarz            | Polen            | 2:28:12,4 h |                   |
| 41    | Armando Aldegalega         | Portugal         | 2:28:24,6 h |                   |
| 42    | Desmond McGann             | Irland           | 2:28:31,6 h |                   |
| 43    | Carlos Cuque               | Guatemala        | 2:28:37,0 h |                   |
| 44    | Alfons Sidler              | Schweiz          | 2:29:09,2 h |                   |
| 45    | Alfredo Peñaloza           | Mexiko           | 2:29:51,0 h |                   |
| 46    | Walter Van Renterghem      | Belgien          | 2:29:58,4 h |                   |
| 47    | Donald Walsh               | Irland           | 2:31:12,0 h |                   |
| 48    | Álvara Mejía               | Kolumbien        | 2:31:56,4 h |                   |
| 49    | Ryu Man-hyong              | Nordkorea        | 2:32:29,4 h |                   |
| 50    | Carlos Pérez               | Spanien          | 2:33:22,6 h |                   |
| 51    | Rafael Tadeo               | Mexiko           | 2:35:48,4 h |                   |
| 52    | Víctor Mora                | Kolumbien        | 2:37:34,6 h |                   |
| 53    | Fernando Molina            | Argentinien      | 2:38:18,6 h |                   |
| 54    | Julio Quevedo              | Guatemala        | 2:40:38,6 h |                   |
| 55    | Ramón Cabrera              | Argentinien      | 2:32:37,2 h |                   |
| 56    | Matthews Kambale           | Malawi           | 2:45:50,0 h |                   |
| 57    | Hla Thein                  | Birma            | 2:48:53,2 h |                   |
| 58    | Ricardo Condori            | Bolivien         | 2:56:11,4 h |                   |
| 59    | Fulgence Rwabu             | Uganda           | 2:57:04,4 h |                   |
| 60    | Bhakta Bahadur Sapkota     | Nepal            | 2:57:58,8 h |                   |
| 61    | Crispin Quispe             | Bolivien         | 3:07:22,8 h |                   |
| 62    | Maurice Charlotin          | Haiti            | 3:29:21,0 h |                   |
| DNF   | Nazario Araújo             | Argentinien      |             | Aufgabe bei km 40 |
| DNF   | Rodolfo Gómez              | Nicaragua        |             | Aufgabe bei km 35 |
| DNF   | Pekka Tiihonen             | Finnland         |             | Aufgabe bei km 35 |
| DNF   | Shag Musa Medani           | Sudan            |             | Aufgabe bei km 30 |
| DNF   | Juvenal Rocha              | Bolivien         |             | Aufgabe bei km 30 |
| DNF   | İsmail Akçay               | Türkei           |             | Aufgabe bei km 25 |
| DNF   | Jama Awil Aden             | Somalia          |             | Aufgabe bei km 25 |
| DNF   | Jit Bahadur Khatri Chhetri | Nepal            |             | Aufgabe bei km 20 |
| DNF   | Gaston Roelants            | Belgien          |             | Aufgabe bei km 20 |
| DNF   | Lucien Rosa                | Ceylon           |             | Aufgabe bei km 20 |
| DNF   | Julius Wakachu             | Tansania         |             | Aufgabe bei km 20 |
| DNF   | Richard Juma               | Kenia            |             | Aufgabe bei km 10 |
| DNS   | Josef Jánský               | Tschechoslowakei |             |                   |
| DNS   | Hüseyin Aktaş              | Türkei           |             |                   |

| Zwischenzeiten      | Zwischenzeiten | Zwischenzeiten | Zwischenzeiten |
| Zwischenzeit- Marke | Zwischenzeit   | Führender      | 5-km-Zeit      |
| ------------------- | -------------- | -------------- | -------------- |
| 5 km                | 15:06 min      | Ronald Hill    | 15:06 min      |
| 10 km               | 31:15 min      | Derek Clayton  | 16:09 min      |
| 15 km               | 46:21 min      | Frank Shorter  | 15:06 min      |
| 20 km               | 1:01:30 h00    | Frank Shorter  | 15:09 min      |
| 25 km               | 1:17:05 h00    | Frank Shorter  | 15:35 min      |
| 30 km               | 1:32:49 h00    | Frank Shorter  | 15:44 min      |
| 35 km               | 1:48:40 h00    | Frank Shorter  | 15:51 min      |
| 40 km               | 2:05:31 h00    | Frank Shorter  | 16:51 min      |

In der Anfangsphase übernahm der Brite Ronald Hill die Führung und wurde bis zum Kilometer zehn vom Australier Derek Clayton abgelöst. Der US-Läufer Frank Shorter ging bei Kilometer fünfzehn an die Spitze und war dann schnell alleine vorn. Bis zum Schluss dieses Marathonlaufs gab Shorter seine Führungsposition nicht mehr ab. Bei Kilometer zwanzig hatte er 29 Sekunden, bei Kilometer 25 schon 53 Sekunden Vorsprung. Das Tempo konnte er dabei gleichmäßig hochhalten und war bis Kilometer 35 auf Kurs für einen neuen olympischen Rekord. Shorter gewann schließlich mit über zwei Minuten Vorsprung auf den Belgier Karel Lismont, für den es die Silbermedaille gab. Eine weitere halbe Minute hinter Lismont erreichte der Olympiasieger von 1968 Mamo Wolde aus Äthiopien das Ziel und gewann diesmal Bronze. Auf den letzten Kilometern wurde Shorter im Gefühl des sicheren Sieges etwas langsamer und verpasste den Olympiarekord schließlich nur um knapp neun Sekunden.
Shorter war allerdings nicht der erste Läufer, der ins Olympiastadion einlief. Unter dem Jubel von 80.000 Zuschauern erschien dort ein junger Deutscher, der 16-jährige Oberschüler Norbert Südhaus aus Wiedenbrück. Er war Teilnehmer eines Jugendlagers bei den Olympischen Spielen, malte sich die Nummer 72 auf sein Lauftrikot, konnte sich als Läufer gekleidet auf die Strecke schmuggeln und ungehindert das Stadion betreten. Das Publikum feierte ihn anstelle des eigentlichen Siegers mit großem Jubel. Die Täuschung wurde jedoch schnell entdeckt, der Jugendliche von der Bahn geholt, ohne die Ziellinie zu überschreiten. Er hatte vorher angekündigt: ich werde eine Runde im Olympiastadion laufen. Als Motiv gab er später an, veranlasst habe ihn zu seiner Aktion die traurige Stimmung, die sich nach der Geiselnahme von München fünf Tage zuvor breitgemacht habe. Südhaus wurde vorläufig festgenommen und zu Willi Daume gebracht, der ihn mit dem Satz Sie sind ein dummer Junge, Sie wissen gar nicht, was sie uns heute angetan haben begrüßte und dafür sorgte, dass der junge Mann nach Hause geschickt wurde.
Shorter, der bei seiner Ankunft eigentlich Applaus und Jubel erwartet hatte, wunderte sich über den Aufruhr im Stadion und hatte später Mühe, seine Enttäuschung über den Vorfall zu verarbeiten. Südhaus schrieb ihm später einen Entschuldigungsbrief, der aber unbeantwortet blieb.
Richard Mabuza – Platz siebzehn – war der erste Leichtathlet aus Swasiland, der an Olympischen Spielen teilnahm.

Kim Chang-son – Platz 37 – und Ryu Man-Hyong – Platz 49 – waren die ersten Leichtathleten, die für Nordkorea bei Olympischen Spielen dabei waren.

## Videolinks
- Frank Shorter Munich Olympics Marathon, youtube.com, abgerufen 28. September 2021
- 1972 Olympic Marathon: Munich, youtube.com, abgerufen am 22. November 2017